# Stefan Thönissen
Stefan Frederic Thönissen (* 1991) ist ein deutscher Rechtswissenschaftler und Professor für Privatrecht an der Julius-Maximilians-Universität Würzburg. Sein Forschungsschwerpunkt ist das Zivilverfahrensrecht.

## Leben
Von 2008 bis 2013 studierte Stefan Thönissen Rechtswissenschaft an der Albert-Ludwigs-Universität Freiburg im Breisgau und schloss dieses mit der Ersten juristischen Prüfung ab. Dabei erreichte er mit 15,66 Punkten die beste bis dahin in Baden-Württemberg in dieser Prüfung vergebene Note.  Nach dem anschließenden Rechtsreferendariat am Landgericht Freiburg und der Zweiten juristischen Prüfung erwarb er 2016 den Grad eines Master of Laws an der Yale University. Seine Studien in Freiburg und Yale wurden durch die Studienstiftung des deutschen Volkes bzw. das ERP-Stipendienprogramm gefördert.
Ab 2013 war Thönissen wissenschaftlicher Mitarbeiter am Institut für deutsches und ausländisches Zivilprozessrecht der Universität Freiburg bei Alexander Bruns, wo er bereits seit 2009 als studentische Hilfskraft tätig war. 2017 wurde er dort mit einer Arbeit auf dem Gebiet des Versicherungsrechts zum Doktor der Rechte promoviert und im Jahr darauf am gleichen Lehrstuhl zum Akademischen Rat auf Zeit ernannt. Im Jahr 2021 erwarb Thönissen durch seine Habilitation auf dem Gebiet des Privatrechts die Lehrberechtigung für die Fächer Bürgerliches Recht, Zivilverfahrensrecht, Wirtschaftsrecht, Versicherungsrecht, Rechtsphilosophie und Rechtsvergleichung. 2022 erwarb er an der Theologischen Fakultät der Universität Freiburg zusätzlich den Grad eines Ph.D. der Theologie.
In den Sommersemestern 2021 und 2022 nahm Thönissen Lehrstuhlvertretungen an der Universität Konstanz und der Goethe-Universität Frankfurt am Main wahr. An letzterer wurde er im Wintersemester 2022/2023 Entlastungsprofessor für Zivilrecht. Zum Sommersemester 2024 wurde Thönissen Inhaber der Lehrprofessur für Privatrecht an der Julius-Maximilians-Universität Würzburg.
Stefan Thönissen ist Sohn des Theologen Wolfgang Thönissen und einer Apothekerin.

## Schriften (Auswahl)
- Recht und Gerechtigkeit. Philosophisch-theologische Grundlagen der westlichen Rechtstradition, Paderborn 2022 (theologische Dissertation)
- Subjektive Privatrechte und Normvollzug, Tübingen 2022 (Habilitationsschrift)
- Die Versicherung von Bonitätsrisiken, Tübingen 2018 (rechtswissenschaftliche Dissertation)